# Дъждовен бивол
Дъждовен бивол е епизодичен персонаж в някои бушменски митове. Основното му задължение е да носи дъжд на земята. Изпълнява тази задача с удоволствие и радост. Той живее на небето, но понякога слиза и при хората. Обикновено живее в езерата, а когато се запъти нанякъде, там, накъдето се е отправил, завалява дъжд. Ако го видят, бушмените го следват с целия си багаж за да намерят земя, богата на сладки корени и дивеч.

## Митът за Куа и Дъждовния бик
Веднъж дъждът слязъл на земята приемайки формата на Дъждовния бик. Тичал доста дълго, а дъхът се виел около главата му, образувайки мъгливо облаче около нея. Внезапно усетил приятно нежно ухание, което се носело в студения въздух. Следвайки аромата стигнал до едно малко селце, където нямало и следа от живи същества. Благоуханието постепенно го отвело до малка колиба, в която открил млада жена, просната върху постлана на земята кожа. Това била Куа, която лежала тежко болна, а край нея се въртяла сестра ѝ и се опитвала да ѝ помогне. В ръцете си държала бебето на Куа. Останалите хора от селото се били разпръснали да търсят сладки корени и дивеч. Сестрата разтривала листа от билката бучу (Agathosma betulina) и ги разпръсквала около тялото на Куа, опитвайки се да я излекува. До нея лежал сноп лековити растения, а силният аромат на бучу изпълвал цялата колиба. Гледката на младата страдаща жена изпълнило сърцето на Дъждовния бик със съчувствие и болка. Той тихичко започнал да пее една от вълшебните си целебни песни. Песента достигнала до ушите на Куа и тя леко се надигнала. Като през мъгла видяла бика, изправен до вратата на колибата и пеещ нежната песен. Била като хипнотизирана от гледката и красивите звуци. Постепенно болестта започнала да я напуска, тя се изправила, взела детето от ръцете на сестра си и го залюляла. Когато то заспало го положила на кожата, взела снопчетата бучу и се приближила до Дъждовния бик, който продължавал леко да тананика песента. Качила се на гърба му и разпръснала част от билките върху главата му. От всичко това той се почувствал щастлив и въодушевен, обърнал се и потеглил в тръс с Куа на гърба си. Пътували дълго като и двамата пеели вълшебната песен, която излекувала младата жена. Накрая спрели в сянката на едно дърво да си починат. Тя отново го посипала с бучу, а той се почувствал така замаян и отпуснат, че веднага заспал. Когато си починала Куа усетила със сърцето си, че бебето ѝ има нужда от нея. Станала на пръсти за да не събуди Дъждовния бик и поела към дома. По пътя стигнала до една дъждовна локва и се измила за да премахне миризмата на бика и аромата на бучу от себе си. Всичко, което ѝ останало било само усещането за прекрасен и великолепен дъжд. След това продължила.
Когато слънцето изгряло, Дъждовният бик се събудил. Продължил весело по пътя си, като така и не разбрал, че Куа вече я няма на гърба му. Пътувал дълго, докато накрая стигнал до един кристално чист извор, където водата излизала с бълбукане от земята. Разбрал, че е намерил своя дом, откъдето да изпраща животворен дъжд по цялата земя за всички живи създания. И понеже Куа му оставила билките с прекрасния аромат, той се чувствал щастлив от възможността да се грижи за всички, като изпраща дъжд на хора, животни и растения.